# Vanessa Angel
Vanessa Madeline Angel (Londres, 10 de Novembro de 1966 é uma atriz e modelo britânica nascida na Inglaterra, mais conhecida por seu papel como Lisa na série de TV Weird Science.

## Biografia

### Vida Pessoal
Vanessa nasceu em 10 de Novembro de 1966 em Londres, Inglaterra, sendo criada em sua terra natal, ela foi descoberta por um agente de modelos em uma cafeteria, pouco tempo depois ela assinou um contrato com a Ford Models e se mudou Nova Iorque, durante esse período, Vanessa foi cover de Vogue e de Cosmopolitan. Em 1996, Vanessa casou-se com Rick Otto, o casal tem uma filha e estão juntos até hoje.

### Carreira
O primeiro papel de Vanessa foi na comédia estadunidense Spies Like Us, em 1985, no qual ela representou uma soldado na união Soviética, a partir de 1990, Vanessa apareceu em vários filmes com papéis pequenos, dentre eles King of New York.
Em 1994, Vanessa estrelou a série Weird Science, durante quatro temporadas que acabaram em 1998. Em 1995, Vanessa foi designada para o papel de Xena em Hercules: The Legendary Journeys, mas uma doença a impediu de atuar, e o papel foi para Lucy Lawless.
Após seu contrato com Weird Science acabar, Vanessa desempenhou alguns papéis em Kissing a Fool e Made Men em 1999. Em 2004, ela apareceu em Superbabies: Baby Geniuses 2, e mais tarde em Sabretooth e The Perfect Score. Em 2000, ela desempenhou um papel em Stargate SG-1, e pouco tempo depois esteve em Tok'ra archaeologist. Em 2005, Vanessa esteve na série Entourage, e em 2007, completou o filme Blind Ambition.

## Filmografia

### Cinema
- Spies Like Us (1985)
- Another Chance (1989)
- King of New York (1990)
- Killer Instinct (1991)
- Stop! Or My Mom Will Shoot (1992)
- Cityscrapes: Los Angeles (1994)
- Sleep with Me (1994)
- Kingpin (1996)
- Kissing a Fool (1998)
- Made Men (1999)
- Enemies of Laughter (2000)
- G-Men from Hell (2000)
- Camouflage (2001)
- Firetrap (2001)
- Sabretooth (2002)
- The Perfect Score (2004)
- Out for Blood (2004)
- Superbabies: Baby Geniuses 2 (2004)
- Puppet Master vs Demonic Toys (2004)
- Raging Sharks (2005)
- The Good Humor Man (2005)
- Popstar (2005)
- Monster Night (2006)
- Planet Raptor: Raptor Island 2 (2007)
- Blind Ambition (2007)
- Endless Bummer (2008, Pré-produção)
- Level Seven (2008, Pré produção)

### Televisão
- The Equalizer (1988)
- Baywatch (1991-1992)
- On the Air (1992)
- Raven (1992)
- Jackie Collins' Lady Boss (1992)
- Reasonable Doubts (1992-1993)
- Melrose Place (1993)
- Murder, She Wrote (1993)
- The Cover Girl Murders (1993)
- Time Trax (1994)
- Veronica's Closet (1997)
- Weird Science (1994-1998)
- Partners (2000)
- Stargate SG-1 (2000)
- The Division (2003)
- Criminal Intent (2005)
- Blind Ambition (2007)